# ديفيد إي. وينشتاين
ديفيد إي. وينشتاين (بالإنجليزية: David Weinstein)‏ هو اقتصادي وأستاذ جامعي أمريكي، ولد في 5 فبراير 1964.

## وصلات خارجية
- الموقع الرسمي